# Still Burnin’
A Still Burnin’ a harmadik dal a Queen + Paul Rodgers formáció 2008-as The Cosmos Rocks albumáról.
Nyilatkozatok szerint valójában Brian May szerzeménye, bár megegyezés szerint az albumon nem jelölték külön a szerzőséget. Az album egyik nehezebb, bluesosabb dala, amely leginkább Paul Rodgers stílusához áll közel. Nyers gitárkíséret és hangsúlyos dobkíséret jellemzi. Ez az egyike az album azon ritka dalainak, ahol a többszólamú vokált mindannyian énekelték, bár nem olyan kidolgozottan, mint a Queen művekben, csupán a refrén alatt.
A dalszöveg a rock and roll életérzésről szól, a „still burnin’” cím és refrén utalás a három idősödő zenészre, akik az évek múltával sem veszítették el a zene iránti szeretetet. A szöveget emiatt érték is negatív kritikák, sokak szerint meglehetősen klisés és szentimentális. Más kritikus szerint Rodgers Bad Company-s múltját idézi fel.
A dal harmadik harmadában elhangzik egy egyértelmű utalás egy egykori Queen-dalra: a We Will Rock You lábdobbantós és tapsos ritmusa hallható. Mivel annak a dalnak is May volt a szerzője, semmi erkölcsi és jogi aggály nem merülhetett fel a felhasználásakor.
Nem játszották a lemezbemutató Rock the Cosmos Tour során, egyetlen előadás előtt, 2008. október 22-én Barcelonában, a hangpróba alatt adták elő.

## Közreműködők
- Paul Rodgers: ének, háttérvokál
- Brian May: elektromos gitár, zongora, háttérvokál
- Roger Taylor: dob, háttérvokál